# Dryocopus
Dryocopus é um gênero de pica-paus da família Picidae.

## Espécies
O género Dryocopus compreende actualmente 6 espécies:
- Pica-pau-de-faixa-branca, Dryocopus schulzi
- Pica-pau-listado ou Pica-pau-de-banda-branca - Dryocopus lineatus
- Pica-pau-grande-americano, Dryocopus pileatus
- Pica-pau-de-barriga-branca, Dryocopus javensis
- Pica-pau-das-andamão, Dryocopus hodgei
- Pica-pau-preto, Dryocopus martius